# Buccinum mysticum
Buccinum mysticum is een slakkensoort uit de familie van de Buccinidae. De wetenschappelijke naam van de soort is voor het eerst geldig gepubliceerd in 1963 door Shikama.